# 강민제

## 클럽 경력
강민제는 ○○대학교 축구부 소속으로 활약하며 주전 골키퍼로 두각을 나타낸 뒤, 2025년 1월 서울 이랜드 FC에 입단했다. 입단 후 바로 주전으로 낙점되며 골문을 지키고 있다.

## 프로 데뷔
2025년 K리그2 개막전에서 선발로 데뷔하며 프로 무대를 시작함.

## 통계
- K리그2 2025 (7월 기준): 15경기 출전, 클린시트 3회, 평균 실점 1.10

## 특징
188cm의 안정적인 키와 빠른 반사 신경이 강점이다.  
대학 시절부터 강한 공중볼 처리와 리딩 능력으로 팀 수비의 중심으로 평가받아 왔다.  
킥 분배 능력 또한 우수해 빌드업 상황에서 안정적인 역할을 수행한다.

## 수상
- K리그2 2025시즌 7라운드 ‘라운드 베스트11’ 선정